# Hruszczany
Hruszczany (biał. Грушчаны, Hruszczany; ros. Грущаны, Gruszczany) – wieś na Białorusi, w obwodzie grodzieńskim, w rejonie świsłockim, w sielsowiecie Porozów.

## Historia
W XIX i w początkach XX w. położone były w Rosji, w guberni grodzieńskiej, w powiecie wołkowyskim, w gminie Hornostajewicze.
W dwudziestoleciu międzywojennym leżały w Polsce, w województwie białostockim, w powiecie wołkowyskim, do 30 grudnia 1922 w gminie Święcica, następnie w gminie Porozów. W 1921 miejscowość liczyła 102 mieszkańców, zamieszkałych w 24 budynkach, w tym 97 Polaków i 5 Białorusinów. 87 mieszkańców było wyznania prawosławnego, 14 rzymskokatolickiego i 1 mojżeszowego.
Po II wojnie światowej w granicach Związku Sowieckiego. Od 1991 w niepodległej Białorusi.